# Rio Grumba
O Rio Grumba é um rio da Romênia, afluente do Iedera, localizado no distrito de Maramureş.